# Wilhelm Emmanuel von Ketteler
Pour les articles homonymes, voir Von Ketteler.
Wilhelm Emmanuel von Ketteler, né le 25 décembre 1811 à Münster (département de Lippe) et mort le 13 juillet 1877 à Burghausen, évêque de Mayence, est un théologien et homme politique (Zentrum) allemand. Il développera les grands thèmes du christianisme social et sera surnommé l'Évêque social.

## Biographie
Né à Münster, Wilhelm Emmanuel von Ketteler est le fils du baron Maximilian von Ketteler (de) (1779-1832), notable local (il est Landrat) issu d'une famille catholique ancienne et prestigieuse, et de son épouse, née Clementine von der Wenge (de). Il a étudié la théologie à l'Université de Göttingen, à Berlin, à Heidelberg et à Munich (droit et science politique).
Ordonné prêtre à Münster le 1er juillet 1844, il se montre un homme d'action. En 1848, il est élu député au Parlement de Francfort contre le journaliste Karl Heinrich Brüggemann pour la ville Tecklenburg. Il a fondé l'Institution Saint-Willigis à l’occasion de la fête de la Sainte-Présentation en 1852 comme l’« École Sainte-Marie ».
Il est consacré évêque de Mayence en 1850 par Hermann von Vicari avec comme co-consécrateurs Peter Joseph Blum et Christoph Florentius Kött (de). Il était résolu à consacrer sa vie à la liberté de l'Église vis-à-vis de l'État mais s'est aussi engagé contre la pauvreté à Mayence dès 1863.
Mgr von Ketteler est membre de l'assemblée parlementaire allemande (Reichstag) en 1871-1872. Il fut l'un des fondateurs du parti Zentrum (Deutsche Zentrumspartei) qui s'opposa à la politique du Kulturkampf du chancelier Otto von Bismarck.
Par son action autant que par sa théologie, il a laissé une œuvre importante et apparaît comme un des pères de la Démocratie Chrétienne Allemande. Il était un proche de la princesse Anne de Prusse (1836-1918) qui se convertit au catholicisme et devint tertiaire franciscaine.
De retour d'un voyage à Rome, le 13 juillet 1877, Ketteler meurt dans un pauvre couvent capucin de Bavière où il a demandé l'hospitalité, à Sainte-Anne de Burghausen (de).

## Divers
La Kettelerkapelle à la Cathédrale Saint-Martin de Mayence est une des attractions de la ville et son autel dédié à la Vierge Marie, comprend une statue surnommée la belle Mayençaise. L'ensemble des statues de bois a été réalisé en 1510, à la fin de l'époque gothique et dans la continuité des sculptures en bois de Hans Backoffen, dont subsistent trois monuments funéraires.
L'église du Sacré-Cœur à Mombach fut construite par Ludwig Becker en 1911 comme mémorial de l'évêque. Des objets liturgiques lui ayant appartenu sont exposés au musée épiscopal de la Cathédrale et du Diocèse de Mayence.
La fête du travail à Mayence est célébrée en son honneur.
Une variété cultivar de fuchsia porte son nom : Baron de Ketteler.
Il était le grand-oncle de la bienheureuse Marie du Divin Cœur de Jésus, qu'il guida dans sa jeunesse, et l'oncle du diplomate assassiné à Pékin pendant la révolte des boxers en 1900, le baron Clemens von Ketteler.
Il fut un proche de la landgravine Anne de Hesse-Cassel (1836-1918)  née princesse de Prusse qui se convertit au catholicisme en 1901.

## Succession apostolique
Wilhelm Emmanuel von Ketteler a ordonné les évêques suivants :
- Évêque Lothar von Kübel (de) (1868)

## Œuvres

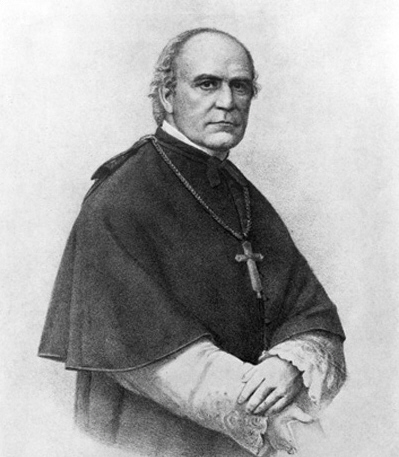
Portrait de l'évêque von Ketteler.

- Die Arbeiterfrage und das Christenthum, Mainz, Franz Kirchheim, 1864 (titre en français : La question ouvrière et le christianisme)